# Jean Hoerni
Jean Amédée Hoerni (Genebra, 26 de setembro de 1924 — Seattle, 12 de janeiro de 1997) foi um físico e matemático suíço. Como funcionário de William Bradford Shockley e membro d'Os Oito Traidores foi na década de 1960 um dos pioneiros da microeletrônica.